# Estação Las Musas

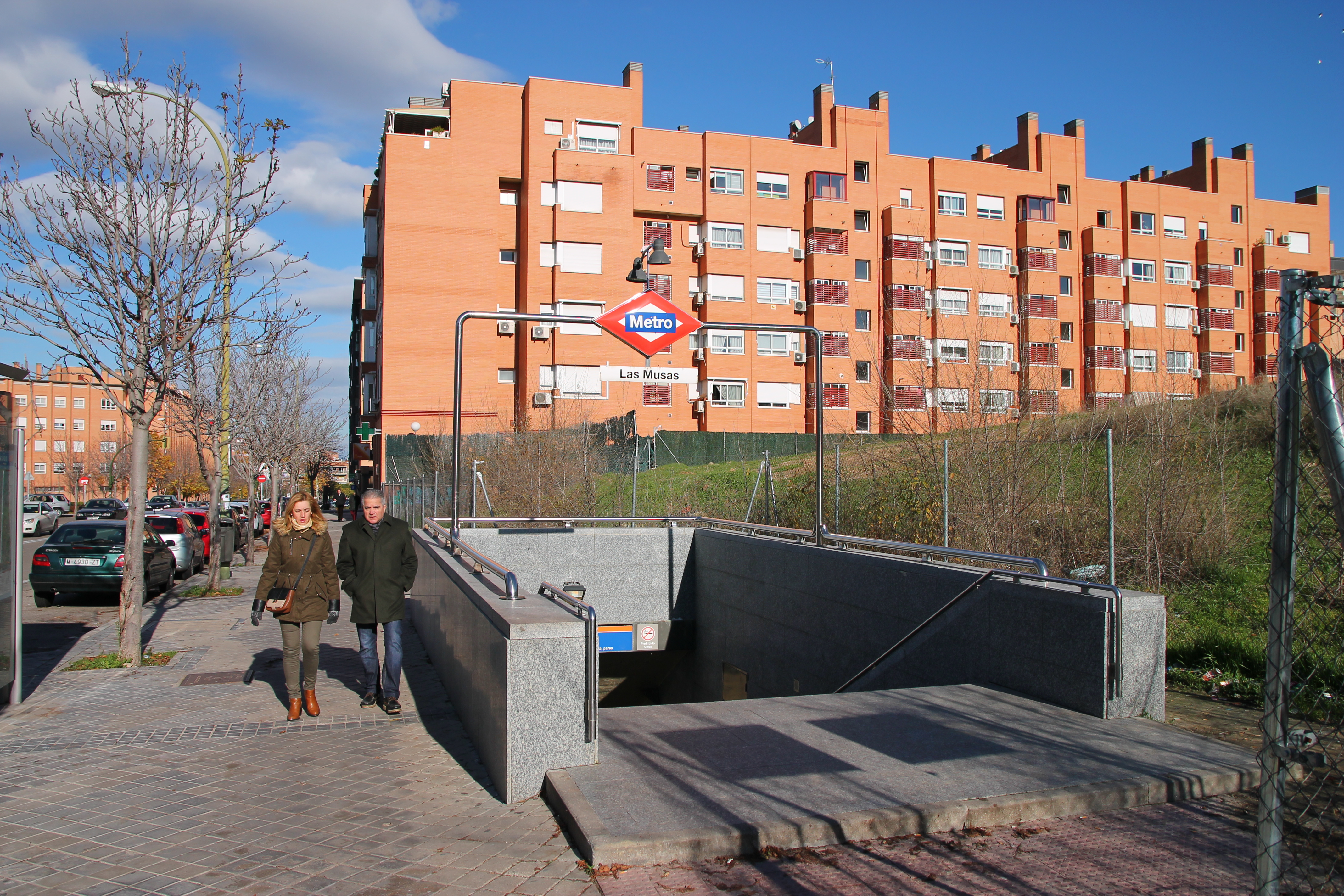
Acesso a Estação Las Musas.

Las Musas é uma estação da Linha 7 do Metro de Madrid.